# Sagridola luteicornis
Sagridola luteicornis är en skalbaggsart. Sagridola luteicornis ingår i släktet Sagridola och familjen långhorningar. Utöver nominatformen finns också underarten S. l. sudanica.